# Lady Yakuza : Le Code yakuza
Série Lady Yakuza
Lady Yakuza : Prépare-toi à mourir !
(1971)
Pour plus de détails, voir Fiche technique et Distribution.
Lady Yakuza : Le Code yakuza (緋牡丹博徒 仁義通します, Hibotan bakuto: Jingi tōshi masu) est un film japonais de Buichi Saitō sorti en 1972. C'est le 8e et dernier des films qui composent la série Lady Yakuza (緋牡丹博徒, Hibotan bakuto).

## Synopsis
Quelques mois après la fin de la Guerre russo-japonaise, Oryū se rend à Osaka au chevet de sa bienfaitrice Otaka. À la mort de cette dernière, Oryū se trouve mêlée à une guerre de succession pour désigner le troisième chef du clan Doman. Otaka a désigné Seiichi Iwaki pour lui succéder mais Chōjirō Matsukawa, appuyé par les clans Kano et Denpo, revendique de prendre la tête du puissant clan Doman.

## Fiche technique
- Titre français : Lady Yakuza : Le Code yakuza[1]
- Titre anglais : Red Peony Gambler: Execution of Duty
- Titre original : 緋牡丹博徒 仁義通します (Hibotan bakuto: Jingi tōshi masu?)
- Réalisation : Buichi Saitō
- Scénario : Kōji Takada (ja)
- Photographie : Nagaki Yamagishi
- Musique : Taichirō Kosugi (ja)
- Décors : Jirō Tomita
- Montage : Kōzō Horiike
- Producteur : Gorō Kusakabe et Kōji Shundō
- Sociétés de production : Tōei
- Pays de production :  Japon
- Langue originale : japonais
- Format : couleur — 2,35:1 — son mono
- Genre : drame ; yakuza eiga
- Durée : 95 minutes[2]
- Date de sortie :
  - Japon : 11 janvier 1972[2]

## Distribution
- Junko Fuji : Ryuko Yano / Oryū
- Bunta Sugawara : Shūhei Kitahashi
- Chiezō Kataoka : Sahei Chikamatsu
- Hiroki Matsukata : Seiichi Iwaki
- Hiroyuki Nagato : Tokichi, un membre du clan Iwaki
- Nijiko Kiyokawa (ja) : Otaka, la cheffe du clan Doman
- Tomisaburō Wakayama : Torakichi Kumasaka, dit Kumatora
- Kyōsuke Machida (ja) : Chōjirō Matsukawa
- Tamayo Mitsukawa (ja) : la geisha Kosode
- Yuriko Mishima (ja) : Mitsue, la femme de Tokichi et la sœur de Matsukawa
- Seizaburō Kawazu (ja) : Kano, le chef du clan Denpo
- Akira Shioji (ja) : Inomata, membre du clan Koda
- Kin'ya Suzuki : Genzo

## Les films de la sérieLady Yakuza
La série comprend huit films qui appartiennent au genre ninkyo eiga (ou  « films de chevalerie ») une branche du film de yakuza qui relate l'affrontement mortel entre ceux qui s'efforcent de suivre le code moral des yakuzas et ceux qui le dévoient en transformant leur clan en organisations criminelles sans foi ni loi.
Les films de la série :
- 1968 : Lady Yakuza : La Pivoine rouge (緋牡丹博徒, Hibotan bakuto?) de Kōsaku Yamashita
- 1968 : Lady Yakuza : La Règle du jeu (緋牡丹博徒 一宿一飯, Hibotan bakuto: Isshuku ippan?) de Norifumi Suzuki
- 1969 : Lady Yakuza : Le Jeu des fleurs (緋牡丹博徒 花札勝負, Hibotan bakuto: Hanafuda shōbu?) de Tai Katō
- 1969 : Lady Yakuza : L'Héritière (緋牡丹博徒 二代目襲名, Hibotan bakuto: Nidaime shūmei?) de Shigehiro Ozawa
- 1969 : Lady Yakuza : Chronique des joueurs (緋牡丹博徒 鉄火場列伝, Hibotan bakuto: Tekkaba retsuden?) de Kōsaku Yamashita
- 1970 : Lady Yakuza : Le Retour d'Oryū (緋牡丹博徒 お竜参上, Hibotan bakuto: Oryū sanjō?) de Tai Katō
- 1971 : Lady Yakuza : Prépare-toi à mourir ! (緋牡丹博徒 お命戴きます, Hibotan bakuto: Oinochi itadaki masu?) de Tai Katō
- 1972 : Lady Yakuza : Le Code yakuza (緋牡丹博徒 仁義通します, Hibotan bakuto: Jingi tōshi masu?) de Buichi Saitō